# Concerto pour piano no 4 de Beethoven
Pour les articles homonymes, voir Concerto pour piano no 4.

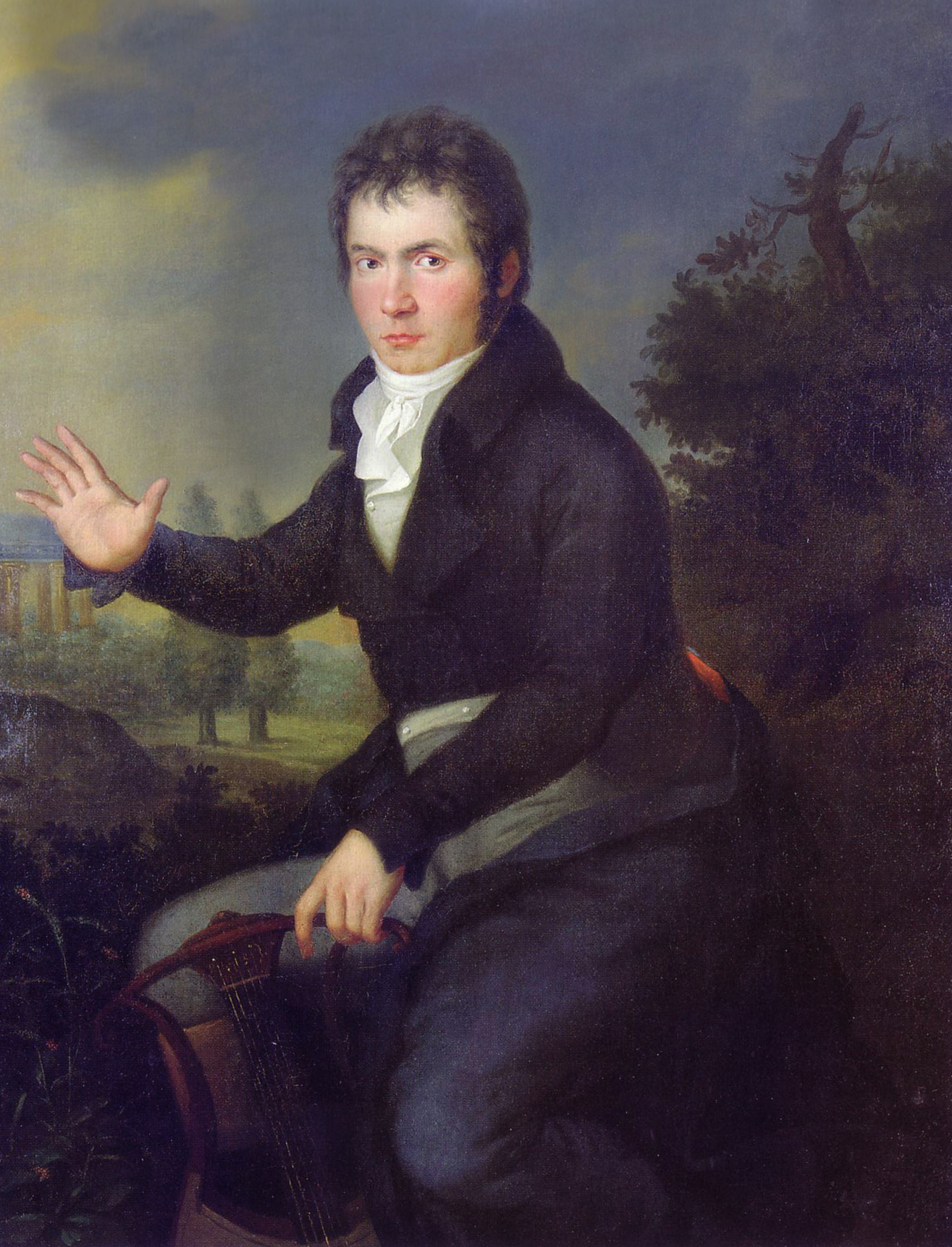
Beethoven vers 1804, portrait de J.W. Mähler, 1804-1805

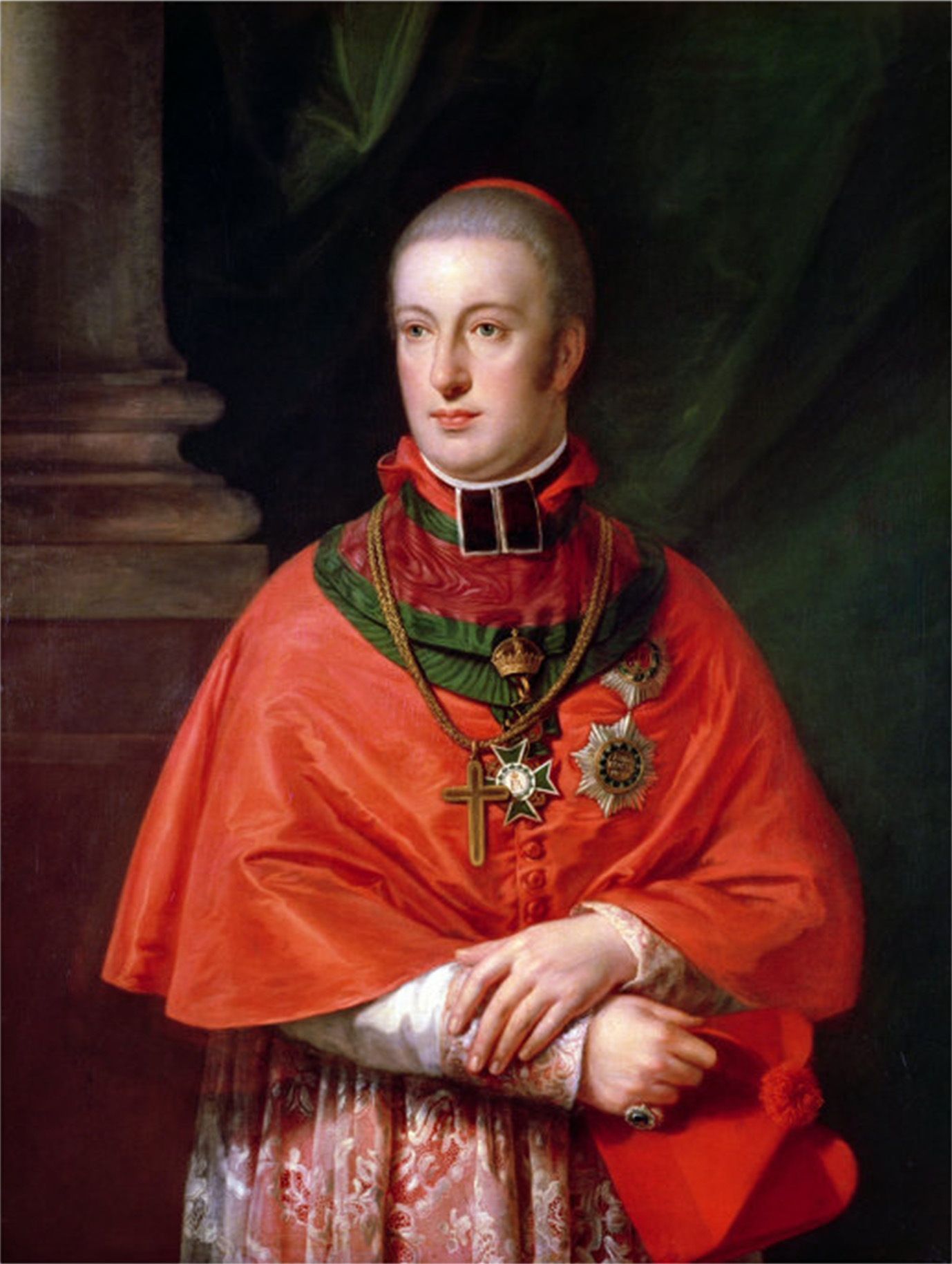
Rodolphe d'Autriche, dédicataire de l'œuvre

Le Concerto pour piano en sol majeur, op. 58 est le quatrième des cinq concertos pour piano de Ludwig van Beethoven. Il fut composé en 1806 avec cependant des premières esquisses dès février 1804. Sa composition est à peu près contemporaine de sa quatrième symphonie, de son concerto pour violon et de sa sonate Appassionnata. Il a été exécuté seulement deux fois du vivant de Beethoven dont la première en 1807, à titre privé, au palais du Prince Lobkowitz. Il a été créé en public lors d'un concert « historique » le 22 décembre 1808 au Theater an der Wien, comportant à son programme, outre cette pièce, les créations de sa cinquième et de sa sixième symphonie, ainsi que de sa fantaisie chorale. Le soliste en était le compositeur lui-même, handicapé par sa surdité partielle.
Il est dédié à l'archiduc Rodolphe d'Autriche, son élève, dédicataire également de son cinquième concerto.

## Orchestration
| Nomenclature du Concerto pour piano no 4                             |
| Cordes                                                               |
| Premiers violons, seconds violons, altos, violoncelles, contrebasses |
| Bois                                                                 |
| 1 flûte, 2 hautbois, 2 clarinettes en do, 2 bassons                  |
| Cuivres                                                              |
| 2 cors en sol, 2 trompettes en do (3e mouvement)                     |
| Percussions                                                          |
| Timbales en sol et do (3e mouvement)                                 |

Il existe également une version pour quintette à cordes ou, chaque partie pouvant être doublée ou triplée, pour orchestre à cordes de ce concerto, arrangée par Vinzenz Lachner en 1881.

## Structure
Ce concerto nécessite un orchestre comportant, outre les cordes, une flûte, deux hautbois, deux clarinettes, deux bassons, deux cors, deux trompettes et des timbales. Ces deux derniers ne sont présents que dans le Rondo.
Il comprend trois mouvements. Son exécution dure environ trente-cinq minutes.
1. Allegro moderato, en sol majeur, à
2. Andante con moto, en mi mineur, à
3. Rondo (Vivace), en sol majeur, à

Ce concerto inaugure un genre nouveau, étant à la fois symphonie pour orchestre et fantaisie pour piano. Même s'il est loin du caractère héroïque du cinquième concerto, c'est le plus inventif.

## Mouvements

### Allegro moderato
Le premier mouvement est caractérisé par une fluidité totale entre les éléments mélodiques, rythmiques, harmoniques et formels. De forme sonate, il commence de manière inhabituelle par le piano seul, les 5 premières mesures du premier thème sont ainsi exposées, et ensuite reprises par l'orchestre, dans la tonalité de si majeur. La cellule essentielle est simple : une même note quatre fois répétée. Le second thème, exposé par les violons puis par les hautbois, est de nature plus mélancolique. Le développement fait l'effet d'un véritable combat. Le morceau se conclut alors, après une admirable cadence composée par Beethoven.

### Andante con moto
Le second mouvement est d'une brièveté inhabituelle ; il ne fait que 72 mesures. Il y a une absence de dialogue entre le soliste et l'orchestre. Chacun semble tenir son rôle sans s'occuper de l'autre. Il faut pratiquement attendre la fin du mouvement pour que, à la demande des cordes, le piano réponde : lente ligne mélodique angoissée, qui s'y reprend à plusieurs fois pour conclure. Trois descentes chromatiques du piano et le discours gagne en profondeur ce qu'il a perdu en violence ; le mouvement s'achève sur une ardente envolée du soliste.
Il présente une écriture analogue à un air d'opéra, ce qui lui a valu de nombreuses tentatives d'interprétations littéraires. L'écriture en choral du piano serait une ligne vocale accompagnée (ce qui est plus visible à partir de la mesure 47), tandis que les interventions de l'orchestre ressembleraient à une transposition instrumentale de la technique du récitatif.
Souvent associé à l'histoire d'Orphée apprivoisant les Furies avec sa lyre aux portes des Enfers pour aller chercher Eurydice, Orphée étant représenté par le piano et les animaux sauvages par les cordes jouant à l'unisson, ce lien n'a jamais été formulé par Beethoven. On a longtemps pensé que Franz Liszt était à l'origine de cette association, mais le musicologue américain Owen Jander a trouvé une autre référence, probablement antérieure, dans la biographie de Beethoven publiée en 1859 par Adolphe Bernard Marx. D'après Jander, Beethoven aurait transcrit cette histoire en jouant sur les pédales qui existaient sur les pianos-forte de l'époque mais plus sur les pianos modernes : elle permettaient de jouer sur une, deux ou trois cordes. Selon cette interprétation, on peut entendre trois claquements de tonnerre après qu'Orphée s'est retourné sur Eurydice, moment indiqué par un trille monodique.
Pour Christoph Eschenbach, ce mouvement serait une prière d'Orphée pour qu'on lui rende Eurydice, l'orchestre répondant par la négative (et Orphée finissant terrassé par la souffrance)[réf. souhaitée].
Ce mouvement très sombre en mi mineur, se termine pianissimo et s'enchaîne sans pause avec le rondo final.

### Rondo (Vivace)
En contraste avec les deux mouvements précédents, celui-ci se caractérise par un thème très rythmique. Utilisant la forme rondo-sonate, il est construit à partir de l'alternance d'un refrain (directement exposé par l'orchestre, ce qui est inhabituel à l'époque) et d'un seul couplet, varié et développé. Le thème principal commence dans le ton de la sous-dominante de sol majeur, soit do majeur, avant de se terminer sur une cadence dans le ton principal. Les trente premières mesures laissent en scène le piano et les cordes. Le contraste est total entre la méditation passée et l'ordre de marche qui est donné, auquel ne tardent pas à obéir les vents, dont les cuivres sont renforcés de trompettes. Puis se succèdent trois épisodes de caractère différent : un appel aux armes, une fanfare triomphale et une fête dansante. Le premier passage suggère déjà ce qui sera par la suite le thème de la neuvième symphonie. Dans la conclusion, les traits ascendants que joue le soliste répondent aux motifs descendants du premier mouvement, dont l'orchestre suggère une dernière fois le rythme initial avant que le piano conclue brièvement le morceau.

## Cadences
Ce concerto comporte deux cadences, une vers la fin du premier mouvement, et l'autre vers la fin du dernier mouvement. De nombreux compositeurs ou interprètes ont écrit leurs propres cadences pour ce concerto, dont : Eugen d'Albert, Hans von Bülow, Ferruccio Busoni, Samuil Feinberg, Leopold Godowsky, Nikolai Medtner, Ignaz Moscheles, Anton Rubinstein, Camille Saint-Saëns, Clara Schumann, Glenn Gould.

## Discographie
- Beethoven : Concerto pour piano no 2 en si bémol majeur, Op. 19 ; Concerto pour piano no 4 en sol majeur, Op. 58 - Orchestre de Radio Zurich, dir. Gianfranco Rivoli, piano Nikita Magaloff (CLA-CD 106 ; Les Genies du Classique)